# وحدة قياس

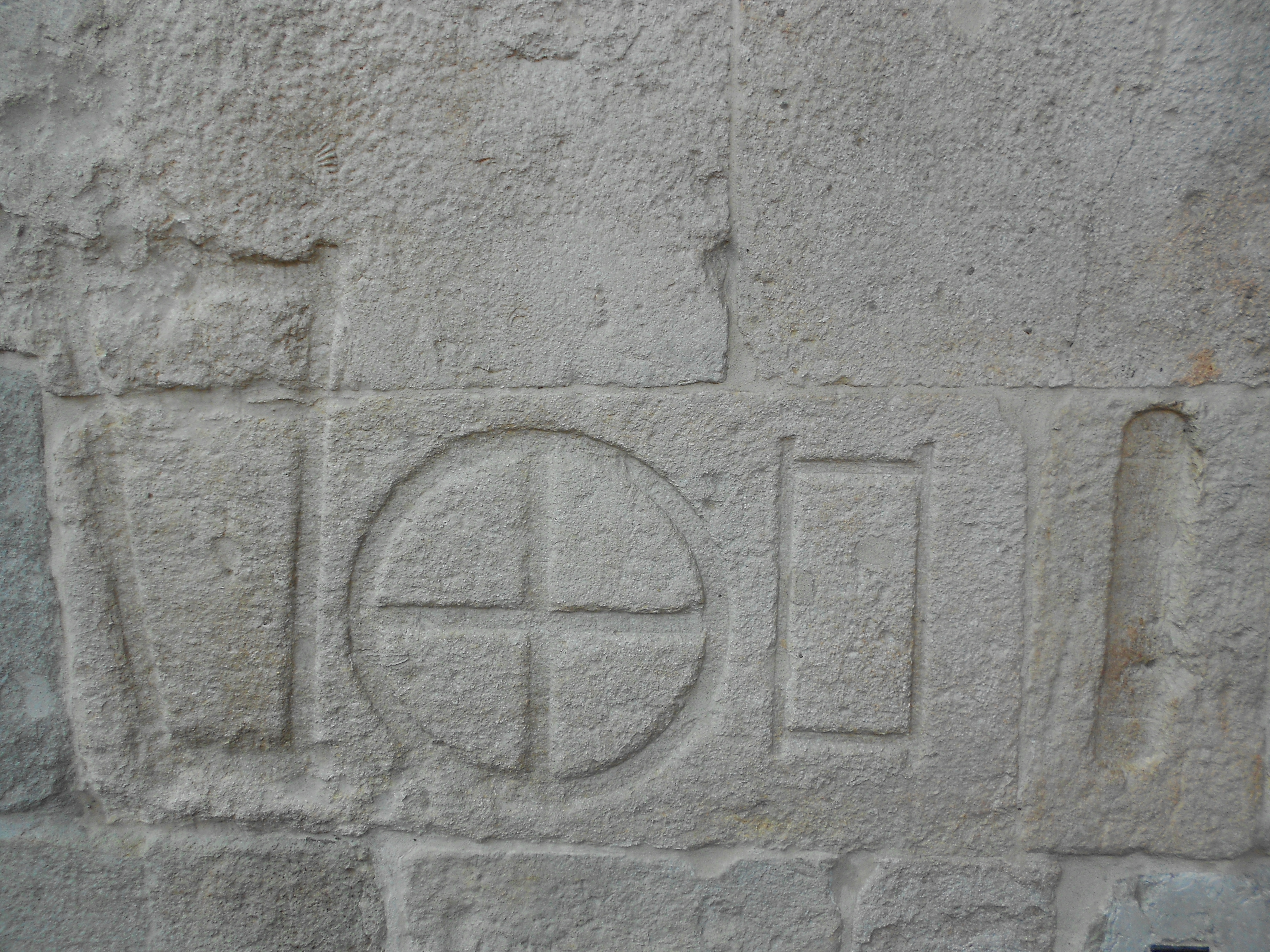
وحدات القياس، بالازو ديلا راجيون، بادوفا

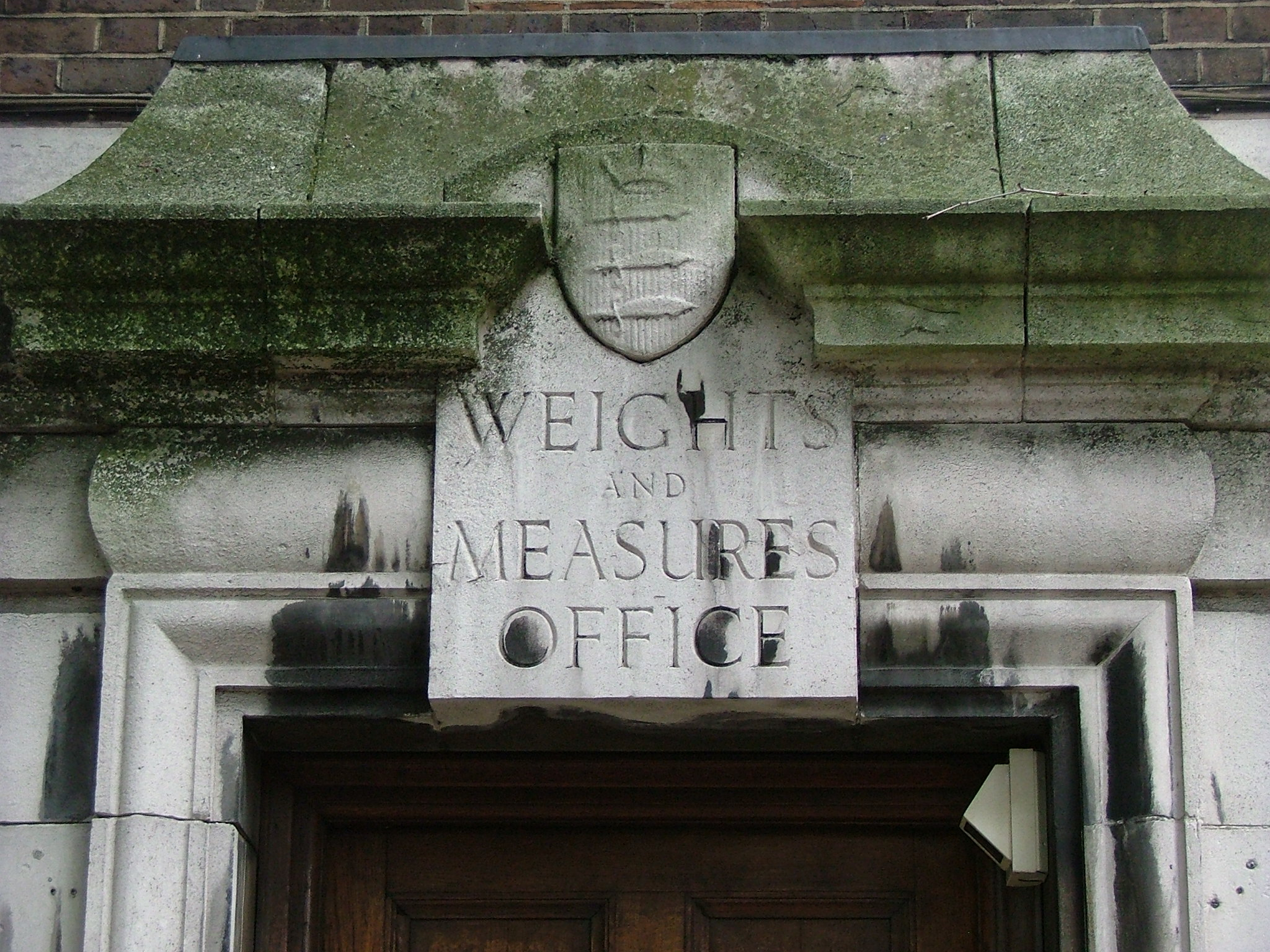
مكتب الأوزان والمقاييس السابق في سبع اخوات، لندن

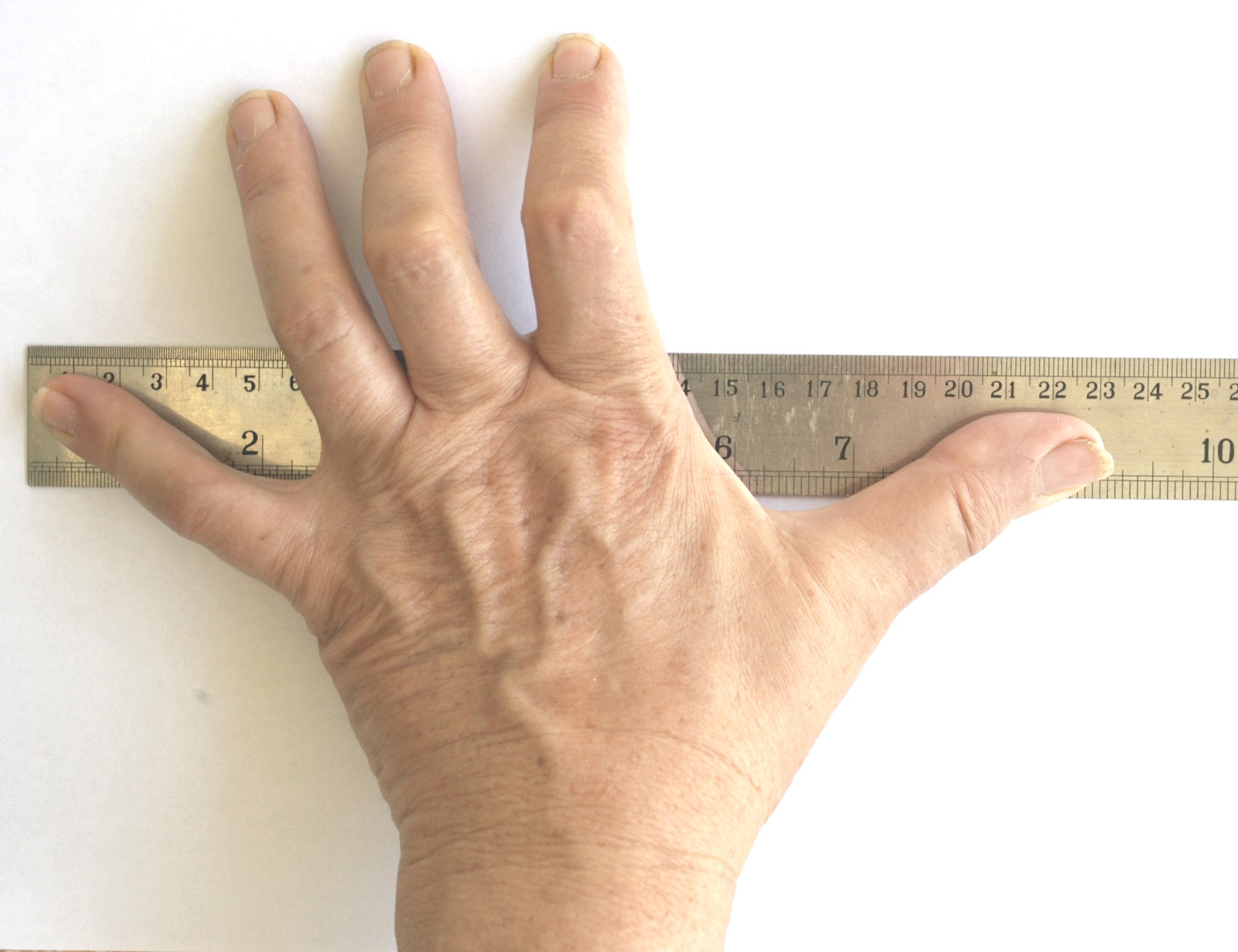

وحدات القياس هي مقدار محدد لكمية محددة ومعتمدة بموجب اتفاقية أو قانون، تُستخدم معيارًا لقياس نفس النوع من الكمية. يمكن التعبير عن أي كمية أخرى من هذا النوع كمضاعفات وحدة القياس. على سبيل المثال، الطول هو كمية مادية. المتر هو وحدة طول تمثل طولًا محددًا ومحدَّدًا مسبقًا. عندما نقول 10 أمتار (أو 10 م)، فإننا نعني في الواقع 10 أضعاف الطول المحدد مسبقًا المسمى «المتر». القياس هو عملية تحديد مدى صغر أو حجم الكمية المادية مقارنة بكمية مرجعية أساسية من نفس النوع.
لعب التعريف والاتفاق والاستخدام العملي لوحدات القياس دورًا مهمًا في المساعي البشرية من العصور المبكرة حتى الوقت الحاضر. كان عددًا كبيرًا من أنظمة الوحدات شائعة جدًا. يوجد الآن معيار عالمي، النظام الدولي للوحدات (SI)، الشكل الحديث للنظام المتري.
في التجارة، غالبًا ما تكون الأوزان والمقاييس موضوعًا للتنظيم الحكومي، لضمان العدالة والشفافية. تم تكليف المكتب الدولي للأوزان والمقاييس (BIPM) بضمان التوحيد العالمي للقياسات وإمكانية تتبعها إلى النظام الدولي للوحدات (SI)
علم القياس هو علم تطوير وحدات القياس المقبولة وطنياً ودولياً.
في الفيزياء والقياس، تعتبر الوحدات معايير لقياس الكميات الفيزيائية التي تحتاج إلى تعريفات واضحة لتكون مفيدة. تعد إمكانية استنساخ النتائج التجريبية أمرًا أساسيًا للطريقة العلمية. النظام القياسي للوحدات يسهل ذلك. الأنظمة العلمية للوحدات هي تنقيح لمفهوم الأوزان والمقاييس التي تم تطويرها تاريخيًا للأغراض التجارية.
غالبًا ما يستخدم العلم والطب والهندسة وحدات قياس أكبر وأصغر من تلك المستخدمة في الحياة اليومية. يمكن أن يساعد الاختيار الحكيم لوحدات القياس الباحثين في حل المشكلات (انظر، على سبيل المثال، تحليل الأبعاد).
في العلوم الاجتماعية، لا توجد وحدات قياسية للقياس ويتم دراسة نظرية وممارسة القياس في القياس النفسي ونظرية القياس المشترك.

## التاريخ
وحدة القياس هي كمية معيارية لخاصية مادية، تُستخدم كعامل للتعبير عن الكميات التي تحدث لتلك الخاصية. كانت وحدات القياس من بين أقدم الأدوات التي اخترعها البشر. كانت المجتمعات البدائية بحاجة إلى تدابير بدائية للعديد من المهام: بناء مساكن ذات حجم وشكل مناسبين، وتصميم الملابس، أو مقايضة الطعام أو المواد الخام.
يبدو أن أقدم أنظمة القياس الموحدة المعروفة قد تم إنشاؤها جميعًا في وقت ما في القرنين الرابع والثالث قبل الميلاد بين الشعوب القديمة في بلاد ما بين النهرين ومصر ووادي السند، وربما أيضًا عيلام في بلاد فارس أيضًا.
الأوزان والمكاييل مذكورة في الكتاب المقدس (لاويين 19: 35-36). إنها وصية أن نكون صادقين وأن يكون لدينا إجراءات عادلة.
في ماجنا كارتا لعام 1215 (الميثاق العظيم) بختم الملك جون، الذي وضعه أمامه بارونات إنجلترا، وافق الملك جون في البند 35 "يجب أن يكون هناك مقياس واحد من النبيذ في جميع أنحاء مملكتنا بالكامل، ومقياس واحد للجبن ومقياس واحد للذرة - وبالتحديد ربع لندن وعرض واحد من الأقمشة المصبوغة والروستية والهاوبيرك.
اعتبارًا من القرن الحادي والعشرين، يتم استخدام أنظمة وحدات متعددة في جميع أنحاء العالم مثل النظام العرفي للولايات المتحدة والنظام العرفي البريطاني والنظام الدولي. ومع ذلك، فإن الولايات المتحدة هي الدولة الصناعية الوحيدة التي لم تتحول بعد على الأقل إلى النظام المتري. يعود الجهد المنهجي لتطوير نظام مقبول عالميًا للوحدات إلى عام 1790 عندما كلفت الجمعية الوطنية الفرنسية الأكاديمية الفرنسية للعلوم بوضع نظام الوحدات هذا.
كان هذا النظام بمثابة مقدمة للنظام المتري الذي تم تطويره بسرعة في فرنسا ولكنه لم يأخذ قبولًا عالميًا حتى عام 1875 عندما تم التوقيع على معاهدة الاتفاقية المتري بواسطة 17 دولة.
بعد توقيع هذه المعاهدة، تم إنشاء المؤتمر العام للأوزان والمقاييس (CGPM). أنتجت CGPM نظام SI الحالي الذي تم اعتماده في عام 1954 في المؤتمر العاشر للأوزان والمقاييس. حاليًا، الولايات المتحدة هي مجتمع ثنائي النظام يستخدم كلاً من نظام SI والنظام العرفي الأمريكي.

## أنظمة الوحدات
استخدام وحدة قياس واحدة لبعض الكمية له عيوب واضحة. على سبيل المثال، من غير العملي استخدام نفس الوحدة للمسافة بين مدينتين وطول الإبرة. وبالتالي، تاريخيا سوف يتطور القياسات بشكل مستقل بناء على المقياس. تتمثل إحدى طرق تسهيل قراءة الأعداد الكبيرة أو الكسور الصغيرة في استخدام بادئات الوحدات.
في وقت ما، قد تظهر الحاجة إلى ربط الوحدتين، وبالتالي الحاجة إلى اختيار وحدة لتعريف الأخرى أو العكس. على سبيل المثال، يمكن تعريف البوصة من حيث الشعير. نظام القياس عبارة عن مجموعة من وحدات القياس والقواعد المتعلقة ببعضها البعض.
مع تقدم العلم، نشأت حاجة لربط أنظمة القياس بكميات مختلفة، مثل الطول والوزن والحجم. كشفت الجهود المبذولة في محاولة ربط الأنظمة التقليدية المختلفة فيما بينها عن العديد من التناقضات، وأدت إلى تطوير وحدات وأنظمة جديدة.
يختلف نظام الوحدات من بلد إلى آخر وبعض أنظمة الوحدات المختلفة هي نظام وحدات سنتيمتر غرام ثانية، نظام القدم الجنيه الثاني للوحدات، نظام وحدات متر كيلوغرام ثانية ونظام الوحدات الدولي. من بين النظام المختلف للوحدات المستخدمة في العالم، فإن النظام الأكثر استخداما والمقبول دوليا هو النظام الدولي للوحدات، أو النظام الدولي لوحدات القياس. في نظام الوحدات الدولي هذا، هناك سبعة وحدات دولية اساسية وثلاث وحدات تكميلية. الوحدات الدولية الأساسية هي المتر والكيلوغرام والثانية والكلفن والأمبير والكانديلا والخلد والوحدات الدولية التكميلية الثلاث هي الراديان وستارراديان وبيسكيورال. هناك وحدات دولية مشتقة يمكن أن تستمد من هذه الوحدات الأساسية.
تشمل أنظمة القياس في الاستخدام الحديث النظام المتري والنظام الإمبراطوري والوحدات العرفية للولايات المتحدة.

### الأنظمة التقليدية
تاريخيًا، كانت العديد من أنظمة القياس المستخدمة تعتمد إلى حد ما على أبعاد جسم الإنسان. نتيجة لذلك، يمكن أن تختلف وحدات القياس ليس فقط من موقع إلى آخر ولكن من شخص لآخر.
امثلة:
- القدم
- الذراع
- الباع
- القامة
- الشبر
- بنانة

### الأنظمة المترية
تطورت أنظمة الوحدات المترية منذ اعتماد النظام المتري الأصلي في فرنسا عام 1791. النظام المتري القياسي الدولي الحالي هو النظام الدولي للوحدات (يُختصر إلى SI). من السمات المهمة للأنظمة الحديثة التوحيد القياسي. كل وحدة لها حجم معترف به عالميا.

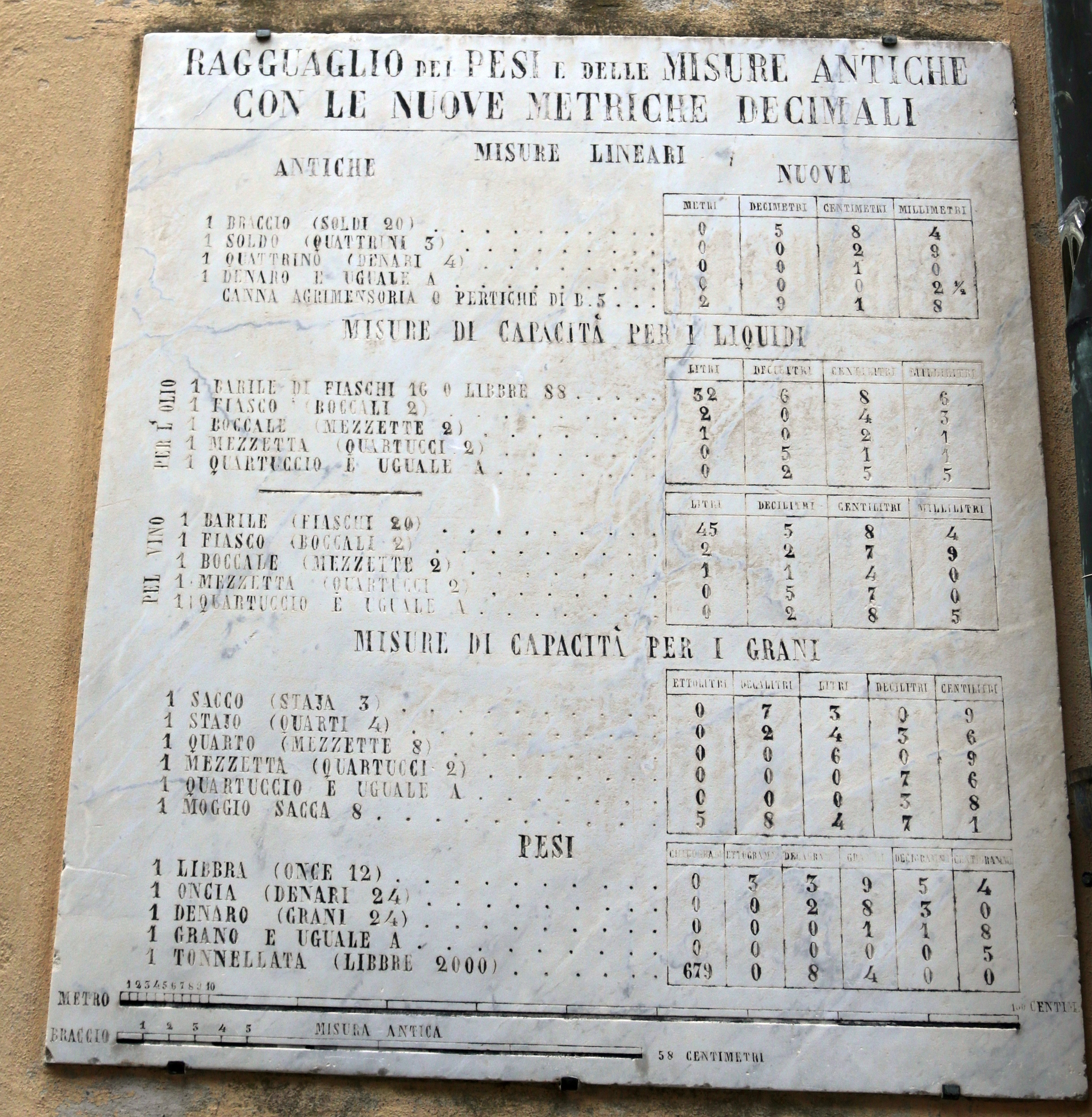
مثال على القياس في عام 1860 عندما أصبحت توسكانا جزءًا من إيطاليا الحديثة (على سبيل المثال، «ليبرا» = 339.54 جرامًا)

كل من الوحدات الإمبراطورية والوحدات العرفية الأمريكية مشتقة من الوحدات الإنجليزية السابقة. تم استخدام الوحدات الإمبراطورية في الغالب في الكومنولث البريطاني والإمبراطورية البريطانية السابقة. لا تزال الوحدات العرفية في الولايات المتحدة هي النظام الرئيسي للقياس المستخدم في الولايات المتحدة خارج العلم والطب والعديد من قطاعات الصناعة وبعض المؤسسات الحكومية والعسكرية، وعلى الرغم من أن الكونجرس قد أذن قانونًا بإجراء قياس متري في 28 يوليو 1866. تم اتخاذ بعض الخطوات نحو القياس الأمريكي، لا سيما إعادة تعريف الوحدات الأمريكية والإمبراطورية الأساسية للاشتقاق بالضبط من وحدات SI. منذ الاتفاقية الدولية للياردة والجنيه لعام 1959، تم تعريف البوصة الإمبراطورية الأمريكية 0.0254، والجنيه الإسترليني الأمريكي والإمبراطوري الآن يعرف بأنه بالضبط 453.59237.

### النظم الطبيعية
في حين أن أنظمة الوحدات المذكورة أعلاه تستند إلى قيم الوحدة التعسفية، والتي تمت صياغتها كمعايير، فإن بعض قيم الوحدة تحدث بشكل طبيعي في العلوم. تسمى أنظمة الوحدات القائمة على هذه الوحدات الطبيعية. على غرار الوحدات الطبيعية، تعد الوحدات الذرية (au) نظامًا مناسبًا لوحدات القياس المستخدمة في الفيزياء الذرية.
يمكن أيضًا مواجهة عدد كبير من الوحدات غير العادية وغير القياسية. قد تشمل هذه الكتلة الشمسية، الميغا طن (الطاقة المنبعثة من تفجير مليون طن من ثلاثي نيتروتولوين، تي إن تي) والفولت الإلكتروني.

### الرقابة القانونية على الأوزان والمقاييس
للحد من حدوث الاحتيال بالتجزئة، العديد من القوانين الوطنية لديها تعريفات موحدة للأوزان والمقاييس التي يمكن استخدامها (ومن ثم «مقياس النظام الأساسي»)، ويتم التحقق من هذه من قبل المسؤولين القانونيين.

### مقارنة غير رسمية بالمفاهيم المألوفة
في الإعدادات غير الرسمية، يمكن وصف الكمية بأنها مضاعفات تلك الخاصة بكيان مألوف، والتي يمكن أن تكون أسهل في سياقها من القيمة في نظام الوحدة الرسمية. على سبيل المثال، قد يصف المنشور منطقة في بلد أجنبي على أنها عدد من مضاعفات منطقة منطقة محلية للقراء. يمكن أن يؤدي الميل إلى استخدام مفاهيم معينة بشكل متكرر إلى ظهور «أنظمة» وحدات محددة بشكل فضفاض.

## الوحدات الأساسية والمشتقة
بالنسبة لمعظم الكميات، تكون الوحدة ضرورية لتوصيل قيم تلك الكمية المادية. على سبيل المثال، يعد نقل طول معين إلى شخص ما دون استخدام نوع من الوحدات أمرًا مستحيلًا، لأنه لا يمكن وصف الطول دون استخدام مرجع لفهم القيمة المقدمة.
لكن ليس كل الكميات تتطلب وحدة خاصة بها. باستخدام القوانين الفيزيائية، يمكن التعبير عن وحدات الكميات كمجموعات وحدات من كميات أخرى. وبالتالي، لا يتطلب الأمر سوى مجموعة صغيرة من الوحدات. تؤخذ هذه الوحدات كوحدات أساسية والوحدات الأخرى وحدات مشتقة. وبالتالي فإن الوحدات الأساسية هي وحدات الكميات المستقلة عن الكميات الأخرى وهي وحدات الطول والكتلة والوقت والتيار الكهربائي ودرجة الحرارة وشدة الإضاءة وكمية المادة. الوحدات المشتقة هي وحدات الكميات المشتقة من الكميات الأساسية وبعض الوحدات المشتقة هي وحدات السرعة والعمل والتسارع والطاقة والضغط وما إلى ذلك.
تعتمد أنظمة الوحدات المختلفة على اختيارات مختلفة لمجموعة من الوحدات ذات الصلة بما في ذلك الوحدات الأساسية والمشتقة.

### الوحدات كأبعاد
يتم التعبير عن أي قيمة كمية مادية كمقارنة بوحدة من تلك الكمية. على سبيل المثال، يتم التعبير عن قيمة الكمية المادية Z كمنتج للوحدة [Z] وعامل رقمي:
{\displaystyle Z=n\times [Z]=n[Z].} على سبيل المثال، دعونا {\displaystyle Z} يكون «2 شمعدان»، إذن {\displaystyle Z=2[Z]=2} شمعدان.
عادة ما يتم استبعاد علامة الضرب، تمامًا كما يتم تركها بين المتغيرات في التدوين العلمي للصيغ. يشار إلى الاتفاقية المستخدمة للتعبير عن الكميات باسم حساب الكمية. في الصيغ، يمكن معاملة الوحدة [Z] كما لو كانت مقدارًا محددًا لنوع من البعد المادي: انظر تحليل الأبعاد لمزيد من المعلومات حول هذا الموضوع.
لا يمكن إضافة الوحدات أو طرحها إلا إذا كانت من نفس النوع؛ ومع ذلك، يمكن دائمًا ضرب الوحدات أو تقسيمها، كما كان يشرح جورج جامو. يترك {\displaystyle Z_{1}} يكون «2 شمعدان» و {\displaystyle Z_{2}} «3 سائقي سيارات الأجرة»، إذن
«2 شمعدان» مرة «3 سائقين» {\displaystyle =[Z_{1}][Z_{2}]=6} شمعدان {\displaystyle \times } سائق سيارة أجرة.
يجب التمييز بين الوحدات والمعايير. يتم إصلاح الوحدة من خلال تعريفها وهي مستقلة عن الظروف الفيزيائية مثل درجة الحرارة. على النقيض من ذلك، فإن المعيار هو الإدراك المادي للوحدة ويدرك تلك الوحدة فقط في ظل ظروف مادية معينة. على سبيل المثال، المتر هو وحدة، بينما الشريط المعدني هو المعيار. المتر الواحد له نفس الطول بغض النظر عن درجة الحرارة، ولكن سيكون طول الشريط المعدني مترًا واحدًا بالضبط عند درجة حرارة معينة.
هناك قواعد معينة يجب استخدامها عند التعامل مع الوحدات:
- عالج الوحدات جبريًا. أضف شروط متشابهة فقط. عندما تقسم وحدة ما على نفسها، ينتج عن القسمة وحدة لا وحدة لها. عندما يتم ضرب وحدتين مختلفتين أو تقسيمهما، تكون النتيجة وحدة جديدة، يشار إليها بمجموعة من الوحدات. على سبيل المثال، في النظام الدولي للوحدات، وحدة السرعة هي متر في الثانية (م / ث). انظر تحليل الأبعاد. يمكن ضرب الوحدة في حد ذاتها، وإنشاء وحدة ذات أس (على سبيل المثال م 2 / ث 2). ببساطة، تخضع الوحدات لقوانين المؤشرات. (انظر رفع.)
- بعض الوحدات لها أسماء خاصة، ولكن يجب التعامل معها مثل ما يعادلها. على سبيل المثال، نيوتن واحد (N) يساوي 1 كجم⋅ م / ث 2. وبالتالي يمكن أن يكون للكمية عدة تسميات للوحدات، على سبيل المثال: يمكن الإشارة إلى وحدة التوتر السطحي إما N / m (نيوتن لكل متر) أو كجم / ثانية 2 (كيلو جرام لكل ثانية مربعة).

### التعبير عن القيمة المادية بوحدة أخرى
يتضمن تحويل الوحدات مقارنة القيم الفيزيائية المعيارية المختلفة، إما لكمية مادية واحدة أو كمية مادية ومجموعة من الكميات المادية الأخرى.

## آثار اختلاف وحدات القياس في العالم الحقيقي
أحد الأمثلة على أهمية الوحدات المتفق عليها هو فشل ناسا مهمة المريخ المداري، الذي تم تدميره بطريق الخطأ في مهمة إلى المريخ في سبتمبر 1999 بدلاً من دخول المدار بسبب سوء الاتصالات حول قيمة القوات: استخدمت برامج كمبيوتر مختلفة وحدات مختلفة من القياس (نيوتن مقابل قوة الجنيه). تم إهدار كميات كبيرة من الجهد والوقت والمال.
في 15 أبريل 1999، فقدت رحلة الشحن التابعة للخطوط الجوية الكورية رقم 6316 من شنغهاي إلى سيول بسبب إرباك الطاقم لتعليمات البرج (بالأمتار) وقراءات مقياس الارتفاع (بالأقدام). قُتل ثلاثة من أفراد الطاقم وخمسة أشخاص كانوا على الأرض. أصيب سبعة وثلاثون.
في عام 1983، نفد الوقود من طائرة بوينج 767 (التي هبطت بأمان بفضل مهارات طيارها في الطيران الشراعي وأصبحت تعرف باسم طيران كندا الرحلة 143) في منتصف الرحلة بسبب خطأين في معرفة إمداد الوقود لأول طائرة تابعة لشركة طيران كندا تستخدم القياسات المترية. كان هذا الحادث نتيجة كل من الارتباك الناجم عن الاستخدام المتزامن للقياسات المترية والإمبراطورية والارتباك بين مقاييس الكتلة والحجم.
عند التخطيط لرحلته عبر المحيط الأطلسي في ثمانينيات القرن التاسع عشر، افترض كولومبوس خطأً أن الميل المشار إليه في التقدير العربي البالغ 56 ميلًا لحجم الدرجة هو نفس الميل الإيطالي الأقصر كثيرًا والذي يبلغ 1480 مترًا. لذلك كان تقديره لحجم درجة الأرض ومحيطها حوالي 25٪ صغيرًا جدًا. 
في القرن السابع عشر الميلادي، غرقت سفينة حربية أثناء رحلتها الأولى ثم وجد علماء الآثار أن أبعادها غير متناظرة بسبب استعمال عمال أحد الجانبين مسطرة سويدية وعمال الجانب الآخر مسطرة هولندية، فتسبب اختلاف قدر القدم في البلدين في غرق السفينة.
اختلفت على مر الزمان والمكان، وقد تسبب ذلك في العديد من المشاكل. لذا وُجد نظام الوحدات الدولي والذي يتضمن مثلا:
- الطول وحدته المتر
- الزمن وحدته الثانية
- الكتلة وحدتها الكيلوغرام
- شدة التيار وحدتها الأمبير
- درجة الحرارة المطلقة وحدتها الكلفن
- شدة الإضاءة وحدتها شمعة معيارية
- وحدة طاقة
- وحدة ضغط
- وحدة سرعة

## وحدات القياس في الطيران
حتى في الدول التي تعتمد نظام القياس الدولي، يستعمل الطيارون وحدات قياس مختلفة لعدة أسباب أهمها:
- العادة.
- التحليق بطائرات قديمة.
- أهمية السوق الأمريكي الذي يؤثر على صانعي أدوات القياس.

وهي بالأساس الوحدات التالية:
- القدم (ft), لقياس المسافات العمودية.
- الميل البحري (NM)، لقياس المسافات الافقية.
- بوصة الزئبق (inHg)، لقياس الضغط.

وهذه المعادلات مع الوحدات العالمية:
- 1 ft يساوي 0,3048 m متر
- 1 NM يساوي 1852 m متر
- 1 inHg يعادل 33,86 hpa هيكتوباسكال

هناك أيضا وحدات تابعة لها مثل:
- القدم بالدقيقة  (min/ft)، لقياس سرعة عمودية،
- العقدة (kt)، لقياس السرعة الافقية.

وهذه المعادلات مع الوحدات العالمية:
- 100 ft/min يساوي 0,508 m/s (متر بالثانية).
- 1 kt يعادل 0,514 m/s (متر بالثانية).

## روابط خارجية
- الحسابات العرفية للتحويل بين المقاييس الرومانية [أي العثمانية] والمصرية مخطوطة ترجع لعام 1642م باللغة العربية حول وحدات القياس.